# 角光雄 (政治家)
角 光雄（かど みつお、1931年（昭和6年）5月29日 - 2010年（平成22年）10月24日）は、日本の政治家。石川県白山市長（2期）。石川県議会議員（自由民主党、4期）、松任市長（2期）、松任市議会議員を歴任した。

## 来歴
石川県松任町出身。1948年石川県立松任高等学校(旧・石川県農学校、現・石川県立翠星高等学校)中退。1973年松任市議に当選同議長を経て、1983年石川県議に当選。4期務め、議長を務めた。1998年松任市長に当選。2期務め、2005年に松任市は合併で白山市となり、合併後の白山市長に就任した。2009年に再選、翌2010年10月24日午前3時頃、自宅の浴槽で心肺停止状態で倒れているのを家族が発見、同3時46分に公立松任石川中央病院で急性心臓死のため現職のまま死去、79歳。死没日をもって旭日中綬章追贈、従四位に叙される。